# Bradyrhizobium
Bradyrhizobium es un género de bacterias del suelo, Gram-negativas, muchas de las cuales fijan nitrógeno del aire.
- Datos: Q4955276
- Multimedia: Bradyrhizobium / Q4955276
- Especies: Bradyrhizobium